# Andrena purpurascens
Andrena purpurascens är en biart som beskrevs av Pérez 1895. Andrena purpurascens ingår i släktet sandbin, och familjen grävbin. Inga underarter finns listade i Catalogue of Life.